# К-123 (1976)
К-123 — советская и российская атомная подводная лодка проекта 705К «Лира». Построена в 1967—1977 годах, служила в составе 6-й дивизии подводных лодок Северного флота, исключена из состава в 1996 году.

## История строительства
Приказ о формировании экипажа К-123 был отдан в 1962 году, его комплектация была закончена в мае 1963 года, после чего экипаж прошёл обучение в 510-м учебном центре ВМФ в Обнинске. Первоначально в составе было пятнадцать человек, но в ходе строительства численность выросла до тридцати. В 1966—1970 годах экипаж К-123 находился в Ленинграде и в вечерние часы проходил подготовку на строящейся головной АПЛ К-64, а в 1970—1977 годах — в Северодвинске на строящейся К-123.
Второй экипаж был сформирован в 1967 году как 168-й экипаж АПЛ проекта 705К и не всегда имел привязку именно к своему кораблю.
К-123 была заложена на стапеле цеха № 42 Северного машиностроительного предприятия 29 декабря 1967 года, за полгода до закладки в Ленинграде головной АПЛ К-64. В 1972 году в связи с аварией главной энергетической установки на проходящей испытания К-64 все работы на К-123 были остановлены до завершения расследования и возобновились лишь в апреле 1974 года.
К-123 была спущена на воду 9 апреля 1976 года. 13 августа 1977 года на лодке поднят военно-морской флаг, 12 декабря того же года подписан приёмный акт, и лодка под командованием капитана 1-го ранга А. У. Аббасова вступила в строй. 17 февраля 1978 года включена в состав Северного флота, зачислена в 33-ю дивизию подводных лодок с базированием на Западную Лицу. По воспоминаниям старпома В. Д. Гайдука место базирования было совершенно не подготовлено, и К-123 была вынуждена 15 суток находиться у пирса с работающей энергетической установкой, ожидая подачу электроэнергии и пара с береговой базы.

## История службы
1 августа 1978 года К-123 передана в состав формирующейся специально для эксплуатации АПЛ проекта 705(К) 6-й дивизии подводных лодок с прежним местом базирования, в том же месяце перешла в губу Ягельная (Гаджиево), где участвовала в учениях «Кумжа» (показ современной боевой техники слушателям Военной академии Генштаба ВС СССР).
В апреле-мае 1979 года выполнила задачи боевой службы с основным экипажем на борту, старший на борту — командир 6-й ДиПЛ В. Я. Волков. В сентябре 1979 года К-123 в рамках завершения государственных испытаний совершила глубоководное погружение на 400 метров, на борту находился главный конструктор АПЛ В. В. Ромин. До конца года снова совершила боевую службу с экипажем однотипной К-316, старший на борту — начальник штаба дивизии П. М. Маргулис.
В январе-марте 1980 года совершила третью боевую службу, на борту находился основной экипаж под командованием В. Д. Гайдука, старший на борту — начальник штаба дивизии П. М. Маргулис. В ходе этой службы К-123 установила слежение за иностранной многоцелевой атомной подводной лодкой и вела его в течение 22 часов, прекратив только по приказу командования флота. По итогам года экипаж К-123 объявлен лучшим в дивизии по боевой и политической подготовке. В 1981 году экипаж К-123 выполнил боевую службу на борту К-432. Летом того же года К-123 приняла участие в учениях «Север-81», по итогам которых лодке было присвоено почётное наименование «Отличный корабль». Осенью 1981 года основной экипаж К-123 перевёл К-432 в Северодвинск для ремонта парогенераторов и был приписан к ней до февраля 1982 года. 
8 апреля 1982 года на борту К-123 произошла авария главной энергетической установки с выбросом радиоактивного жидкометаллического теплоносителя в реакторный отсек. В 1982—1992 годах лодка прошла ремонт на «Севмаше», реакторный отсек был вырезан, на его место установлен новый, доставленный из Ленинграда со строящейся подводной лодки «заводской номер 920», работы на которой из-за этого были отменены и она была разрезана на стапеле. Аварийный отсек был отправлен на утилизацию под заводским номером 120. В связи с долгосрочным ремонтом второй экипаж АПЛ был расформирован, и сформирован заново лишь в 1992 году как 632-й экипаж.
В 1992 году лодка переименована в Б-123 и повторно вошла в строй, включена в состав 33-й дивизии подводных лодок. Использовалась в боевой подготовке и флотских учениях. В 1994 году во время обеспечения противолодочной подготовки попала в рыболовецкий трал, была вынуждена всплыть, затем вернулась на базу. 
В 1995 году подчинялась 7-й дивизии подводных лодок, затем обратно передана 33-й ДиПЛ. В 1996 году исключена из боевого состава и отправлена на отстой, в мае 1997 года остановлен реактор, в начале 2000-х годов переведена в Гремиху для выгрузки отработанного ядерного топлива. Утилизирована в 2005—2008 годах, реакторные блоки с заводскими номерами 120 (аварийный) и 105 (подменный) к 2008 году были установлены на суше в пункте долговременного хранения радиоактивных отходов Сайда-Губа.

## Командиры

### Основной экипаж
- 1962—1979: Аббасов, Абдулихат Умарович
- 1979—1981: Гайдук В. Д.
- 1981—1982: Богатырёв А. С.
- 1982—1991: Грогуленко М. В.
- 1991—1996: Давыдов Н. Е.
- 1996—1998: Мурзаев М. П.
- 1998—2005: Антоненко В. А.

### Второй (168-й) экипаж
- 1967—1972: Игнатенко О. И.
- 1972—1979: Бойко А. П.
- 1979—1982: Мазин Н. И.
- 1982—1984: Муравьев А. А.

### Второй (632-й) экипаж
- 1992—1996: С. Г. Козарь

### 595-й технический экипаж
- 1983—1989: Тюгин Ф. А.
- 1989—1990: Гриценко А. И.
- 1990—1991: Касаткин Ю. И.
- 1991—1995: Кашаев А. Н.

## Известные члены экипажа
- контр-адмирал Аббасов, Абдулихат Умарович — первый командир основного экипажа К-123, Герой Советского Союза — за большой вклад в освоение и испытание головной атомной подводной лодки нового проекта, проявленные при этом личное мужество и отвагу.
- вице-адмирал Буриличев, Алексей Витальевич — в 1980—1985 годах штурман второго экипажа К-123, Герой Российской Федерации (1996).
- контр-адмирал Богатырёв Александр Сергеевич — третий командир основного экипажа К-123, командир 46-го экипажа АПЛ проекта 705, заместитель командира 6-й ДиПЛ, заместитель командира 7-й оперативной эскадры СФ, начальник факультета командиров кораблей Высших специальных офицерских курсов ВМФ.
- контр-адмирал Кузнецов Владимир Викторович — старший инженер БЧ-1 в первом составе основного экипажа К-123, командир К-432, заместитель командира 33-й ДиПЛ, Начальник управления кадров Северного флота[7].